# Groot koolwitje
Het groot koolwitje (Pieris brassicae) is een dagvlinder uit de familie Pieridae (witjes) en heeft een spanwijdte 60-70 millimeter.
De generaties verschillen van elkaar doordat de eerste generatie vrouwtjes twee duidelijk zwarte stippen heeft, terwijl die bij de tweede generatie zijn versmolten tot een zwarte band op de voorvleugel. De mannetjes van de eerste generatie hebben een donkere vleugeltip en twee grijze stippen en bij de tweede generatie zijn die twee stippen zwart.

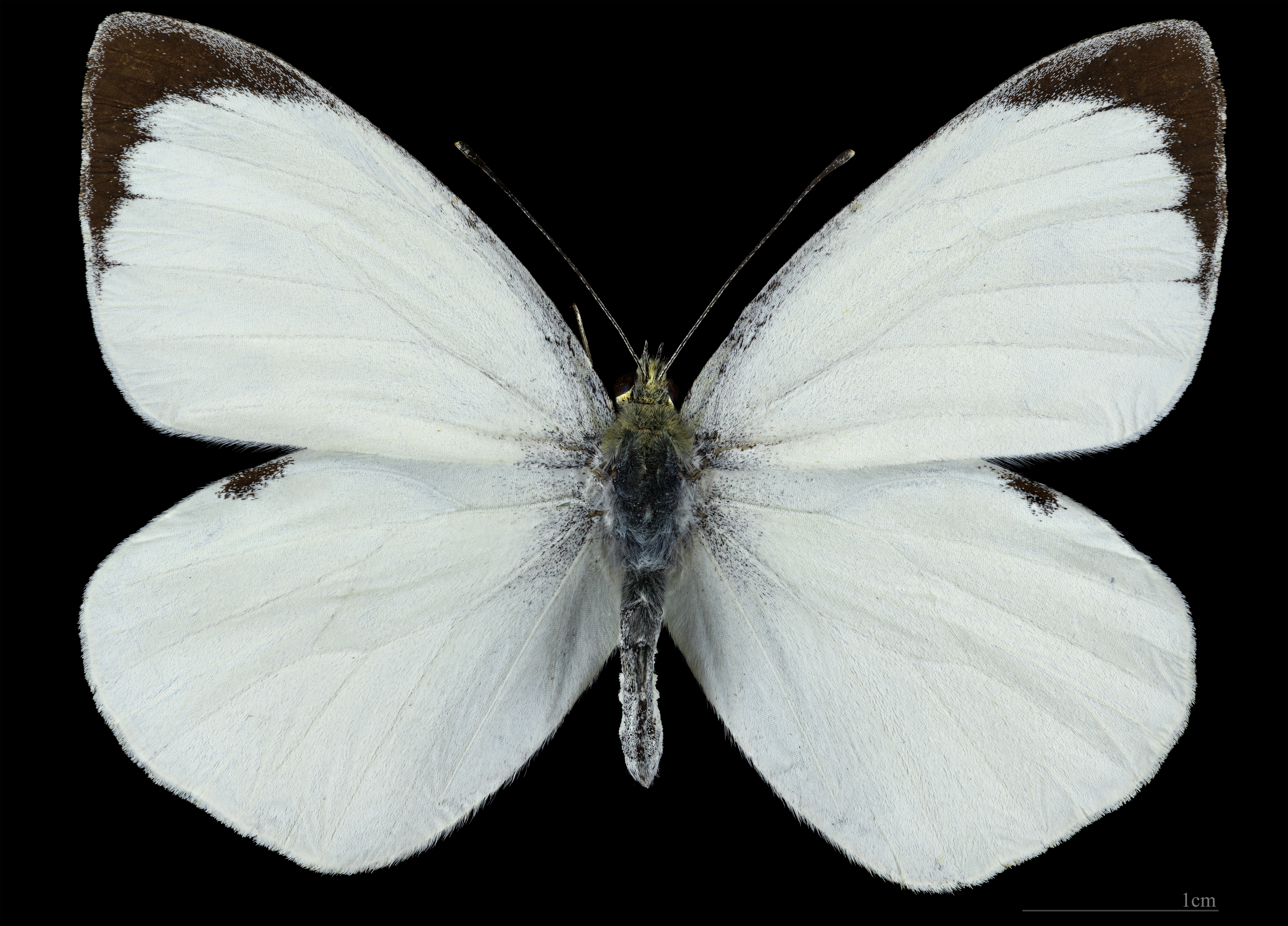
Pieris brassicae ♂
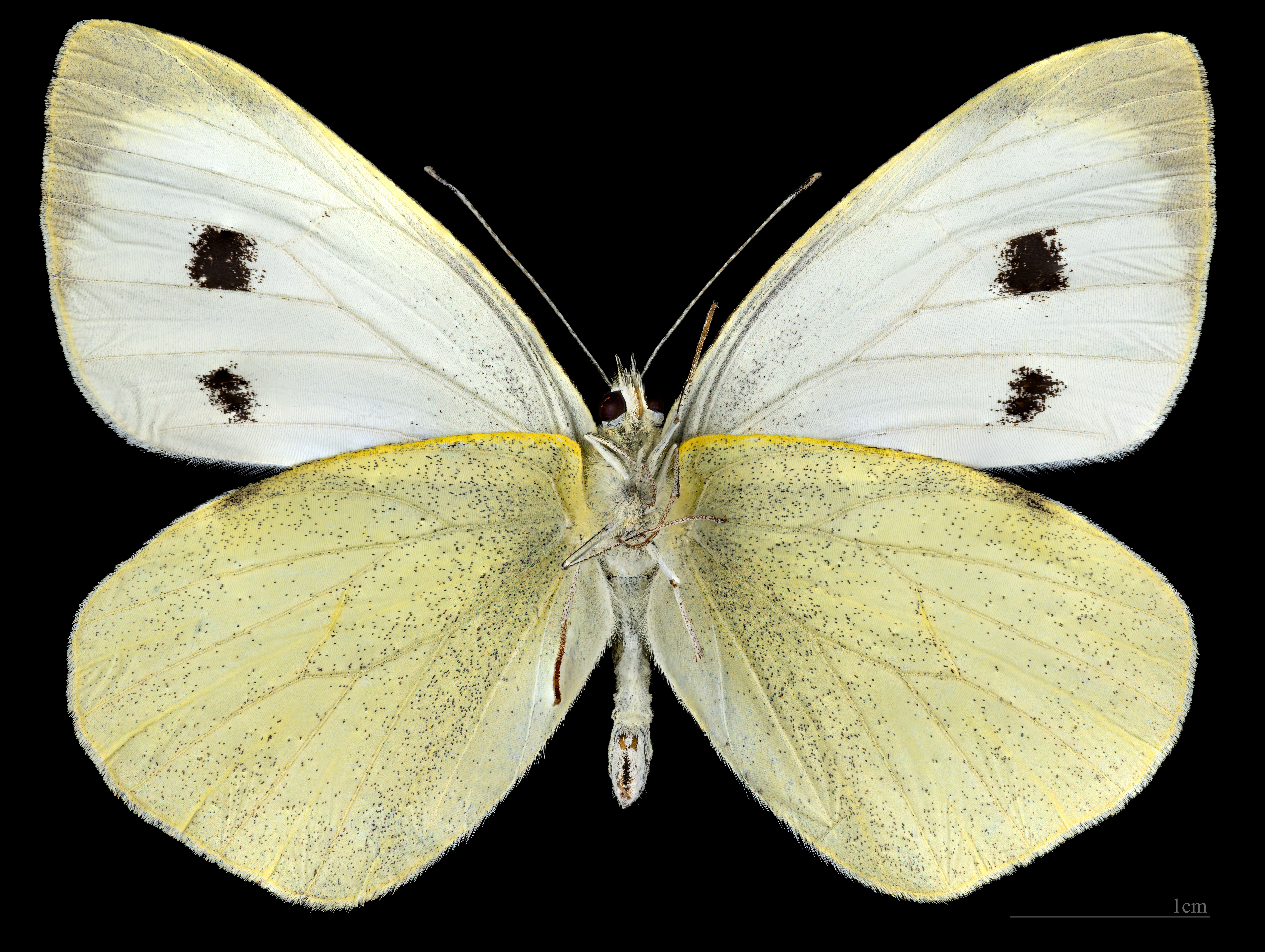
Pieris brassicae ♂  △
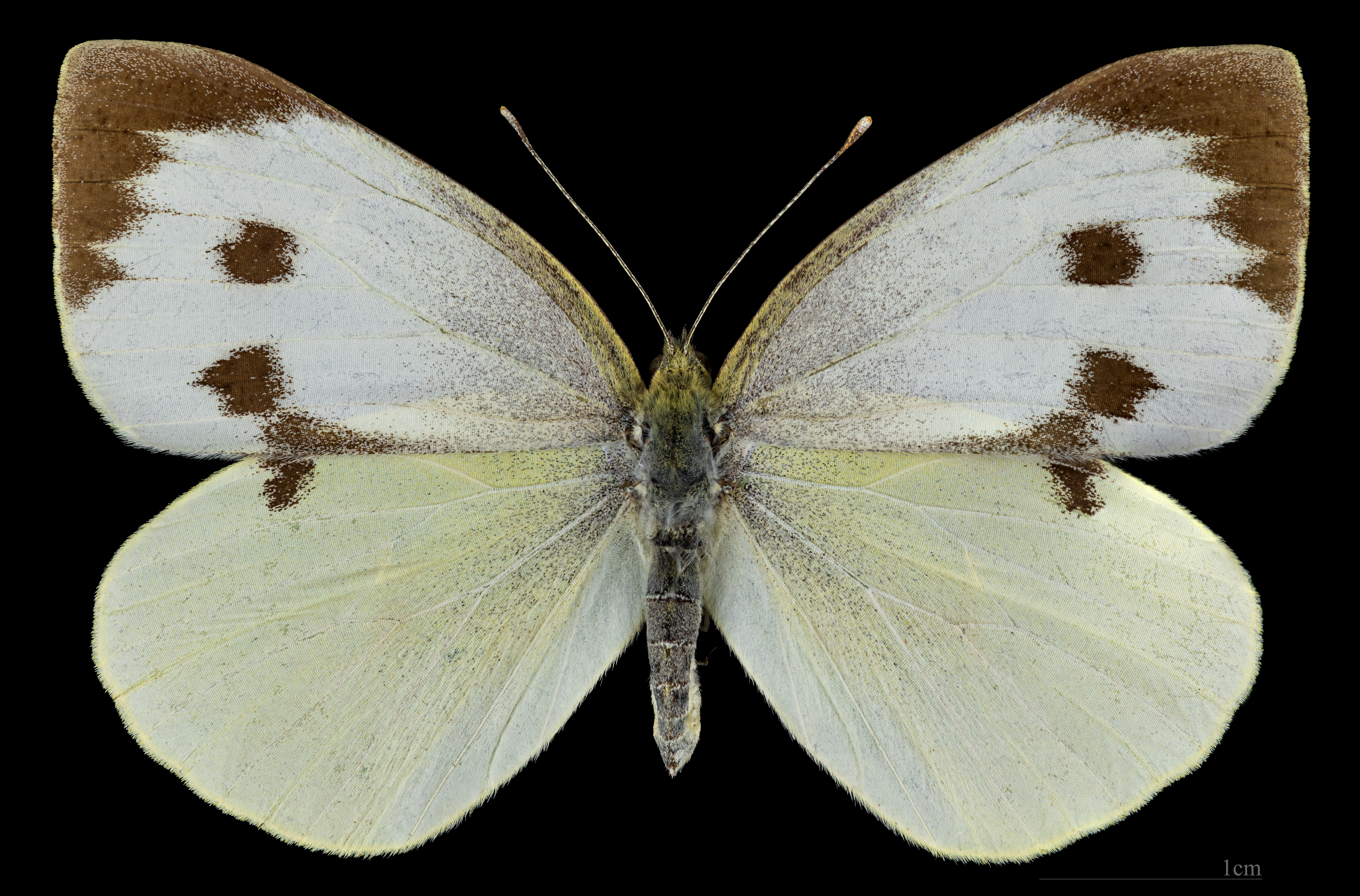
Pieris brassicae ♀
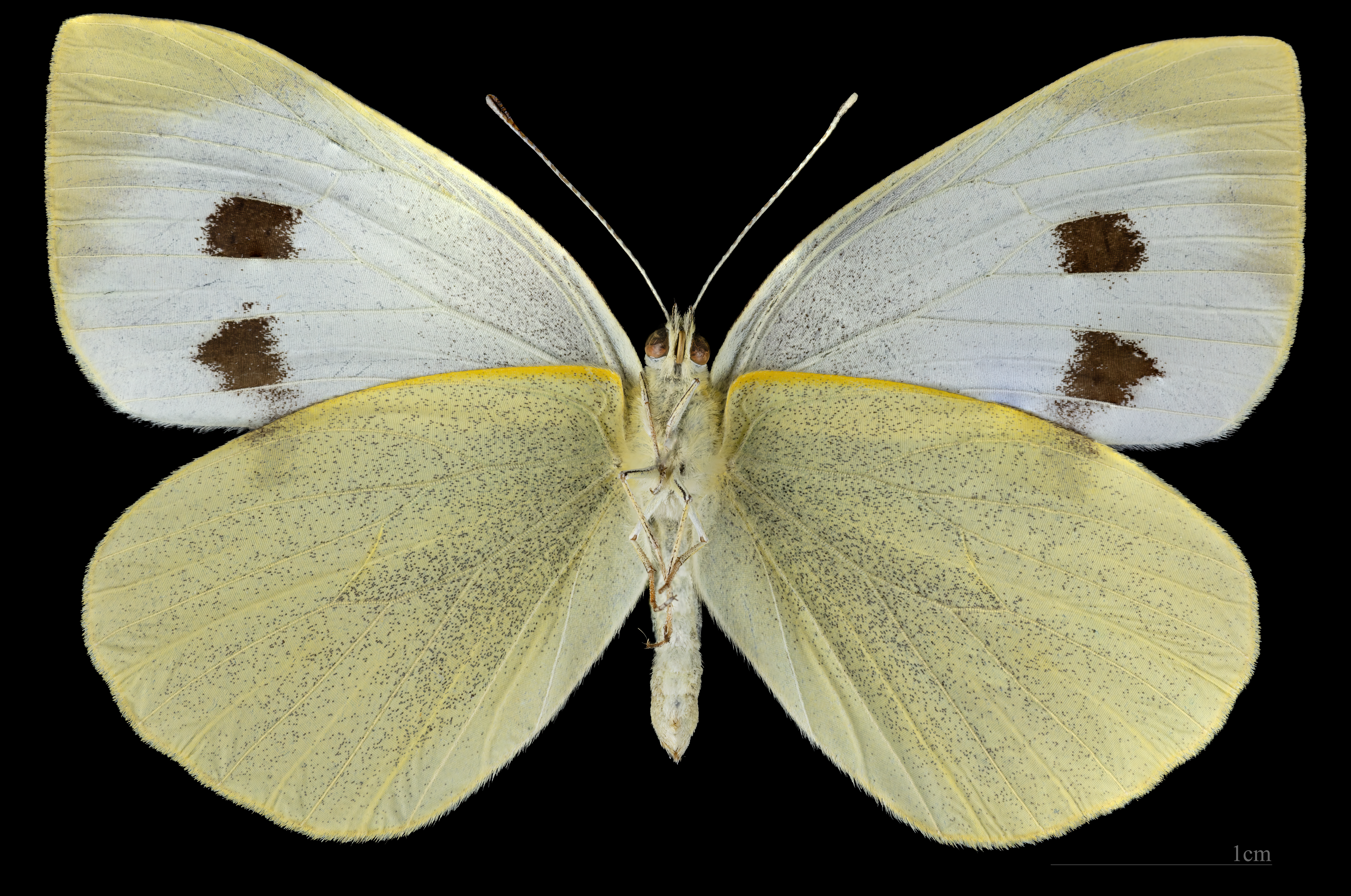
Pieris brassicae  ♀ △

Het groot koolwitje komt in grote delen van het Palearctisch gebied voor. De vlinder stelt geen specifieke eisen aan zijn leefgebied. Het groot koolwitje vliegt van zeeniveau tot 2600 meter hoogte in berggebied.
De vlinder overwintert als pop en heeft twee of drie generaties per jaar. De vliegtijd is van maart tot en met oktober. De vlinder heeft een temperatuur van minimaal rond de vijftien graden nodig. In het zuiden van het Iberisch Schiereiland gaat het groot koolwitje ook in de zomer in diapauze. Opmerkelijk genoeg is dit fenomeen nergens anders waargenomen.
De vlinder legt zijn eitjes in groepjes op de onderkant van de bladeren van onder andere kruisbloemigen zoals boerenkool en spruitkool. Na ongeveer veertien dagen komen de rupsen uit de eitjes.

## Rups
De rups vervelt vier keer. Na elke vervelling wordt de rups groter. In het eerste larvale stadium is de rups lichtgeel met een bruine kop. In het tweede larvale stadium zijn de knobbeltjes bedekt met zwarte haren. De rupsen van het derde larvale stadium zijn geler en hebben zwarte vlekken. De rupsen van het vierde larvale stadium lijken veel op die van het derde larvale stadium, maar zijn groter. De volwassen rups, vierde larvale stadium, is groengeel met zwarte puntjes en een gele ruglijn.
De rupsen kunnen een ware plaag vormen bij de teelt van kool. In korte tijd kunnen ze door hun vraat veel schade toebrengen. De rups weert zich tegen vijanden door uit de koolplanten zwavel in zijn lichaam op te slaan in de vorm van glucosinolaten. Deze verbindingen zijn niet schadelijk voor de plant, maar veranderen in vervelende en/of gevaarlijke vluchtige stoffen als een rups aan de plant eet. Na drie tot vier weken gaat de tot 40 mm lange rups zich verpoppen.

De rupsen kunnen geparasiteerd worden door de sluipwesp Apanteles glomeratus, die haar eitjes in de rups afzet, waardoor het nageslacht verzekerd is van voedsel. De larven eten de rups van binnenuit op.
Een ander, minuscuul sluipwespje (de slechts 0,5 mm kleine Trichogramma brassicae) herkent een geurstof die mannetjes van het koolwitje op zojuist bevruchte vrouwtjes achterlaten en lift dan op de vrouwtjesvlinder mee totdat deze haar eitjes legt. Vervolgens stapt het wespje af en legt haar eigen eitjes weer in die van de vlinder. Na circa tien dagen komen in plaats van kleine rupsjes dan nieuwe sluipwespjes uit de eitjes gekropen. Dit principe biedt ook perspectieven voor biologische bestrijding van de rupsen.

## Pop
De kleur van de pop is grijs/groenachtig met zwarte en gele vlekjes. Ze is hoekig en maakt zich vast met een zijdedraad aan de verpopplaats. In dit stadium verandert de rups in de volwassen vlinder.
Enkel de poppen van de tweede generatie overwinteren.

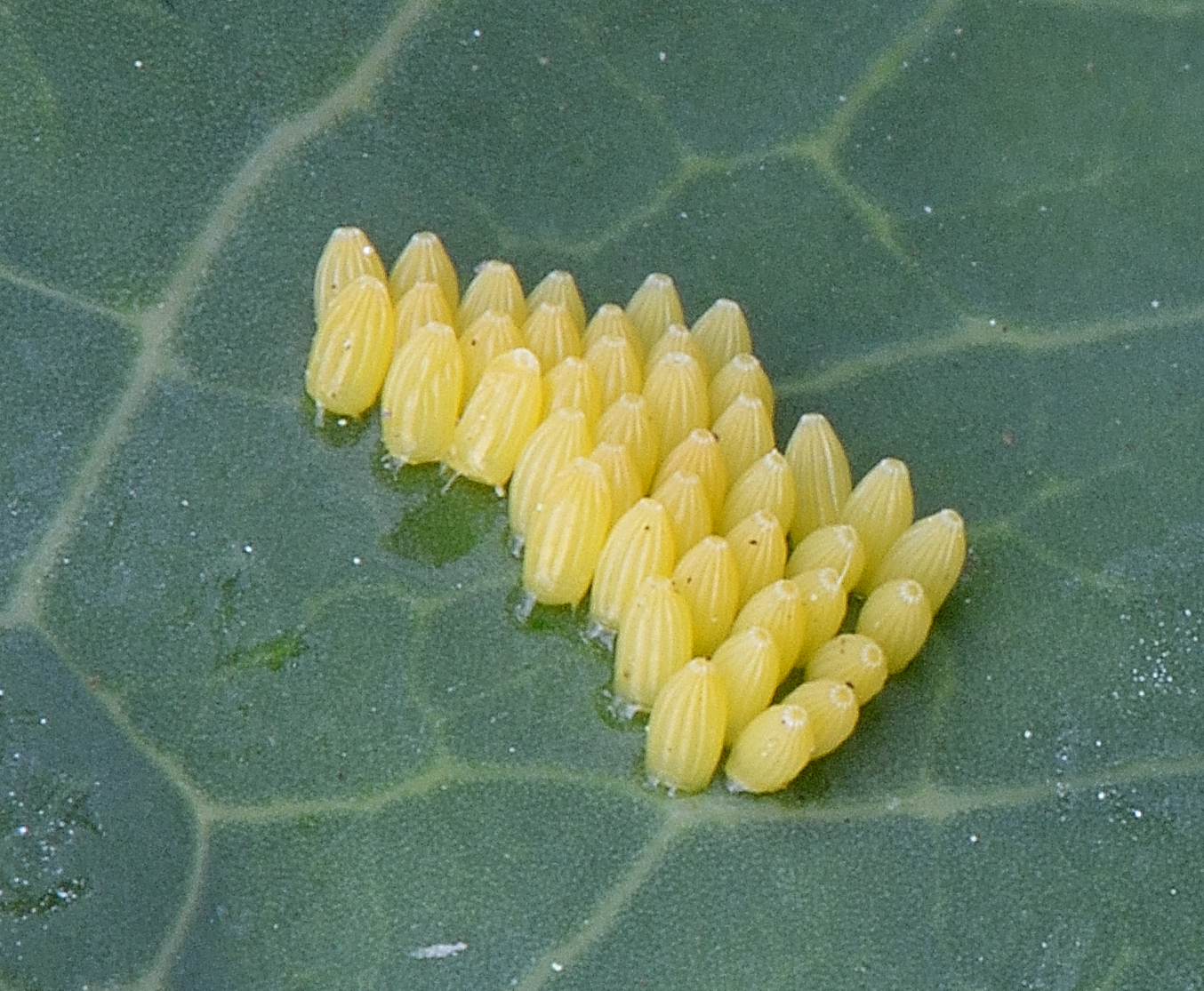
Eitjes
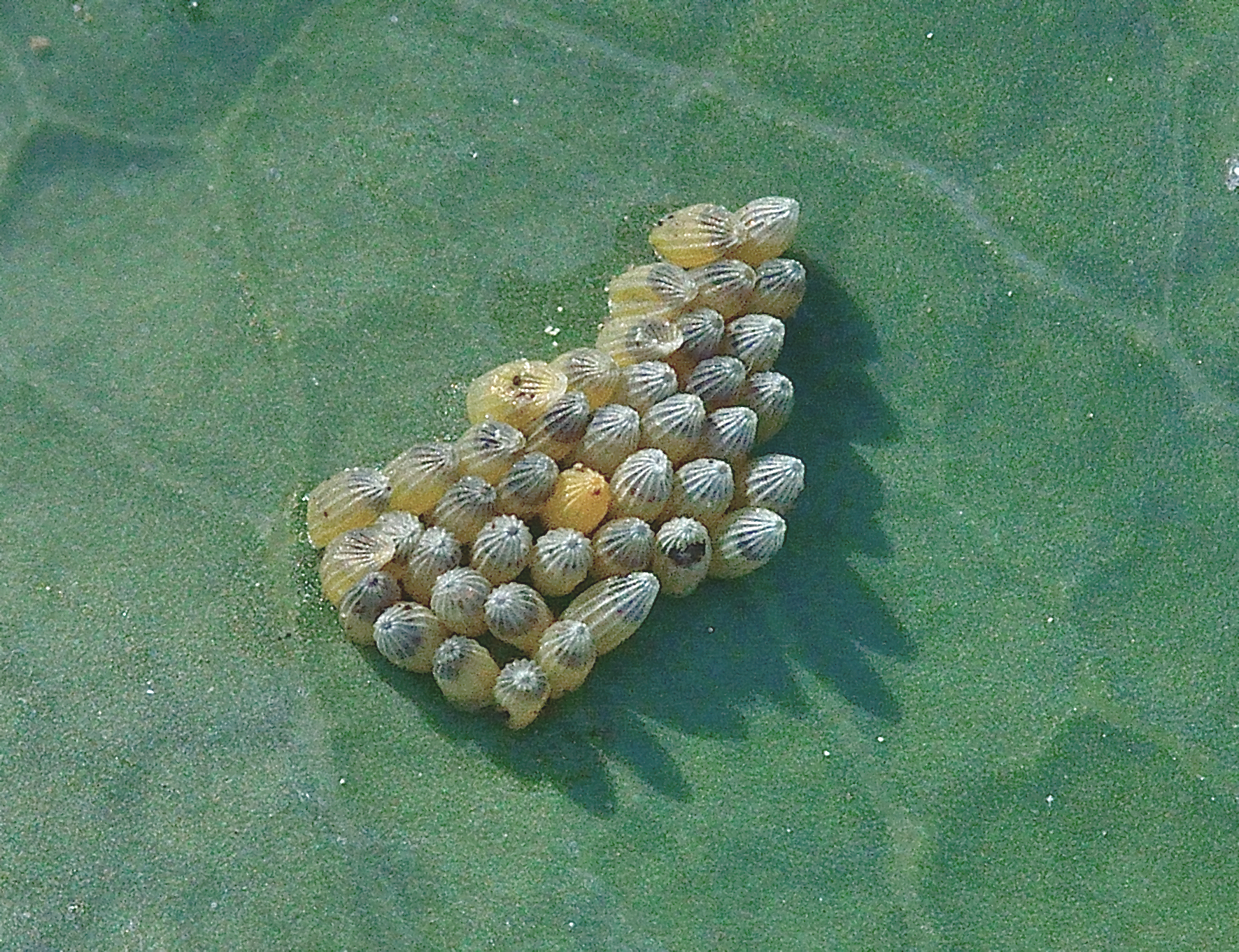
Eitjes enkele uren voor uitkomen
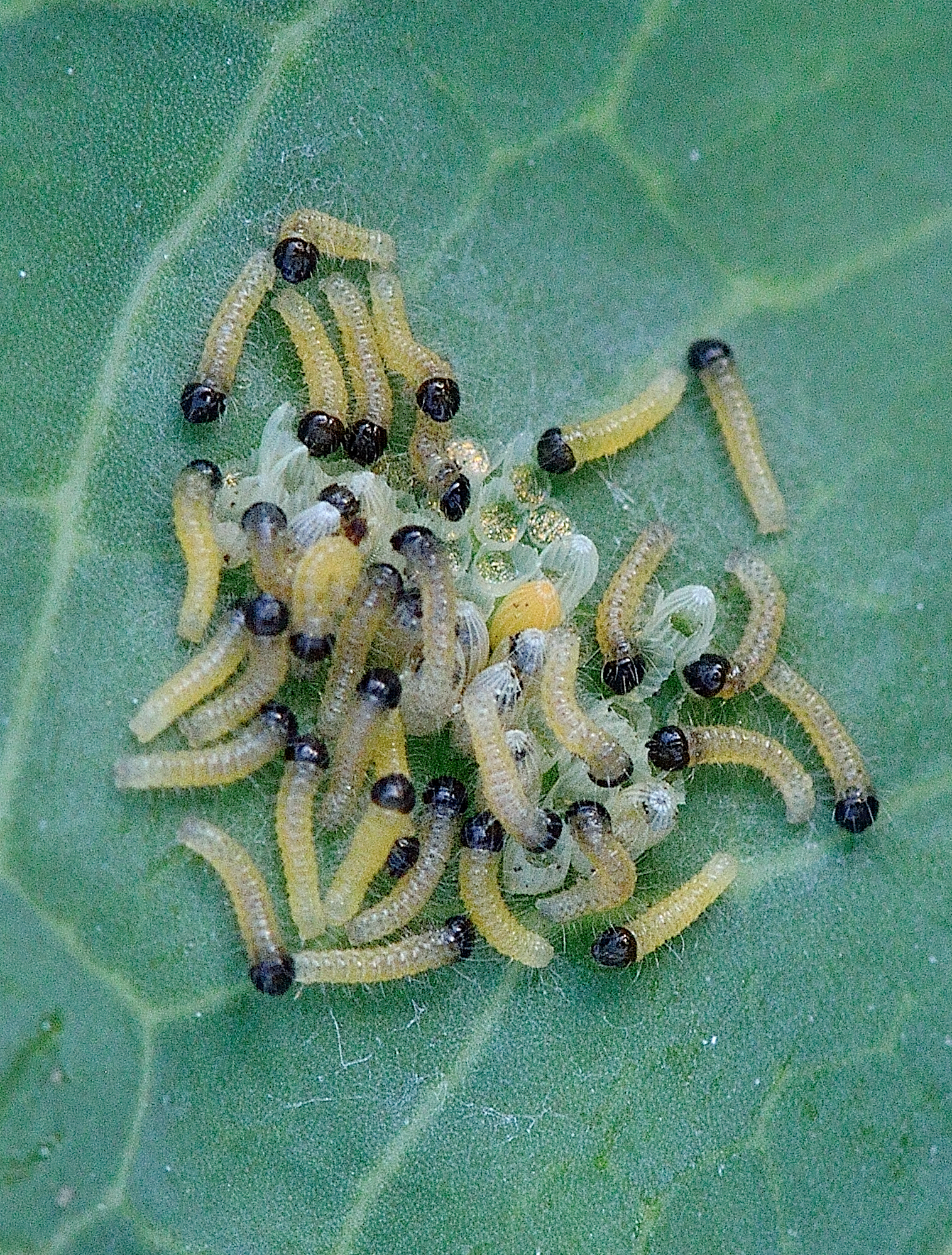
Rupsjes enkele uren na uitkomen
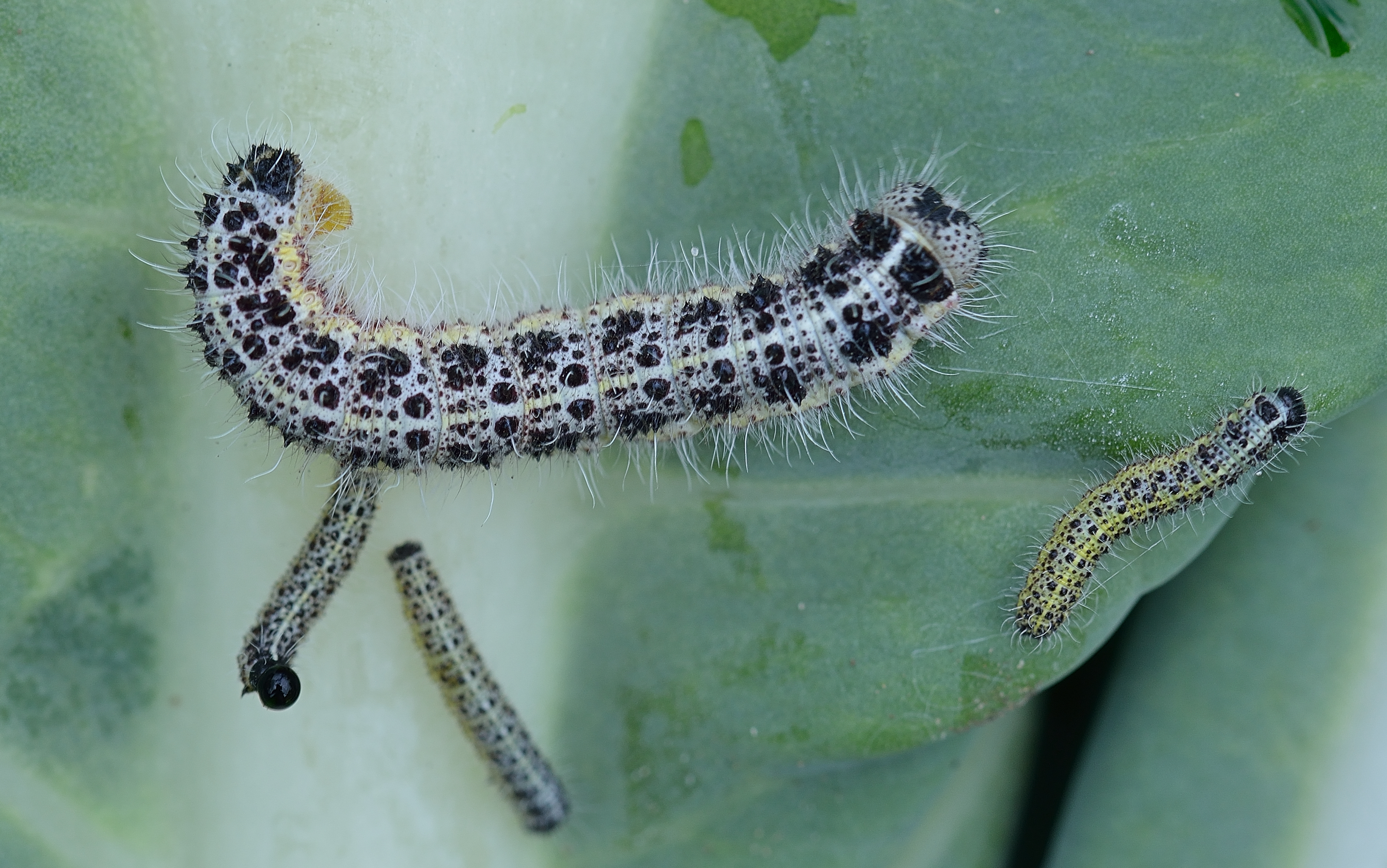
Verschillende larvale stadia (8 en 22 mm lang)
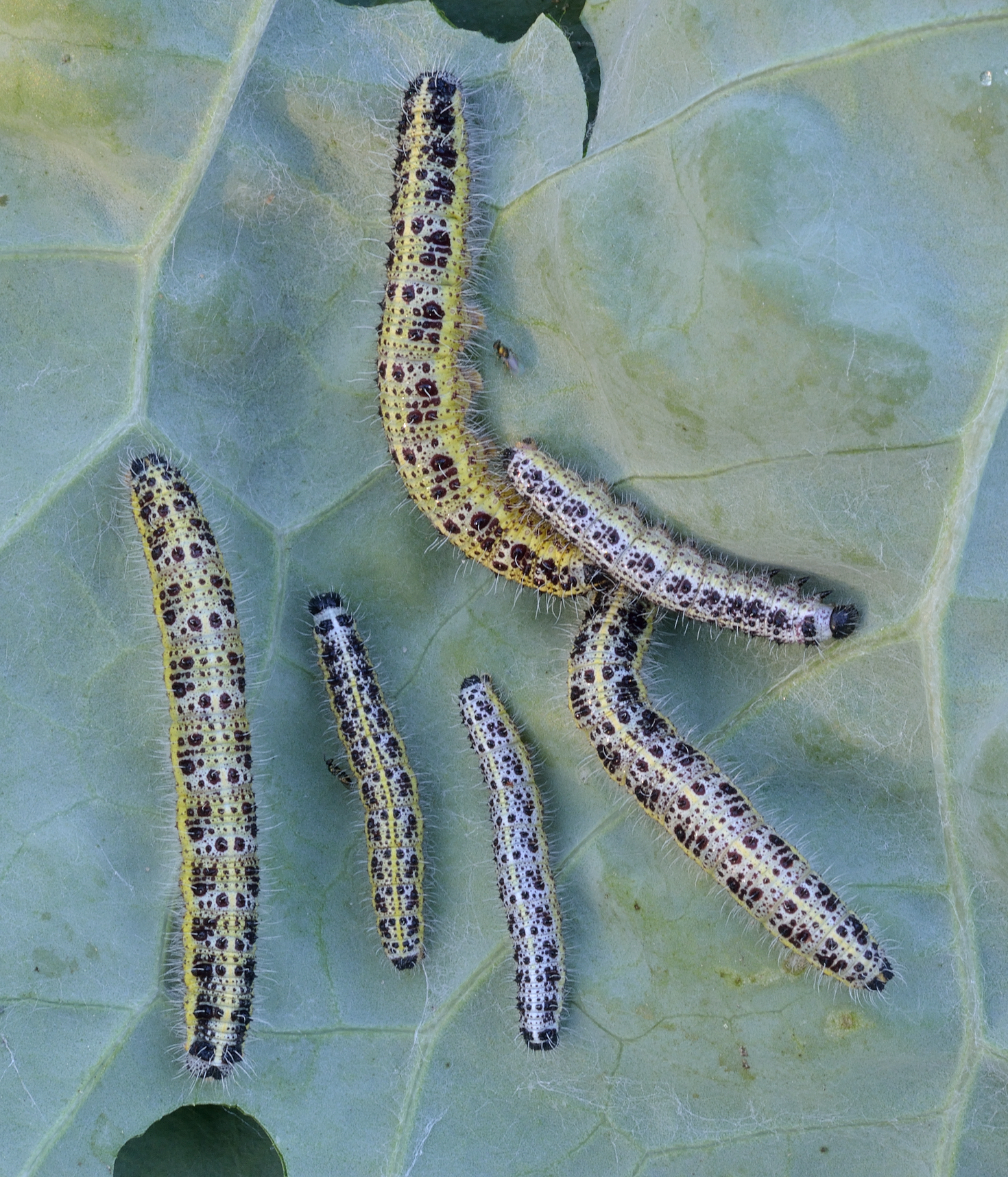
Verschillende larvale stadia (22 tot 35 mm lang)
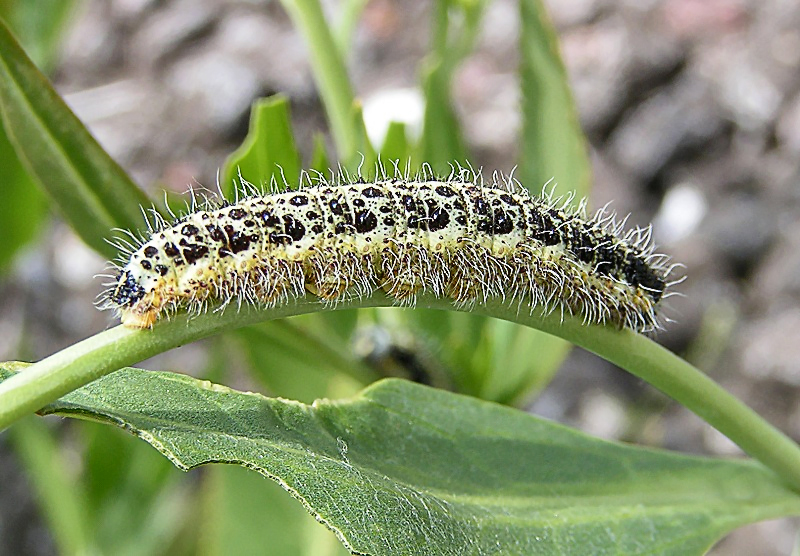
Rups
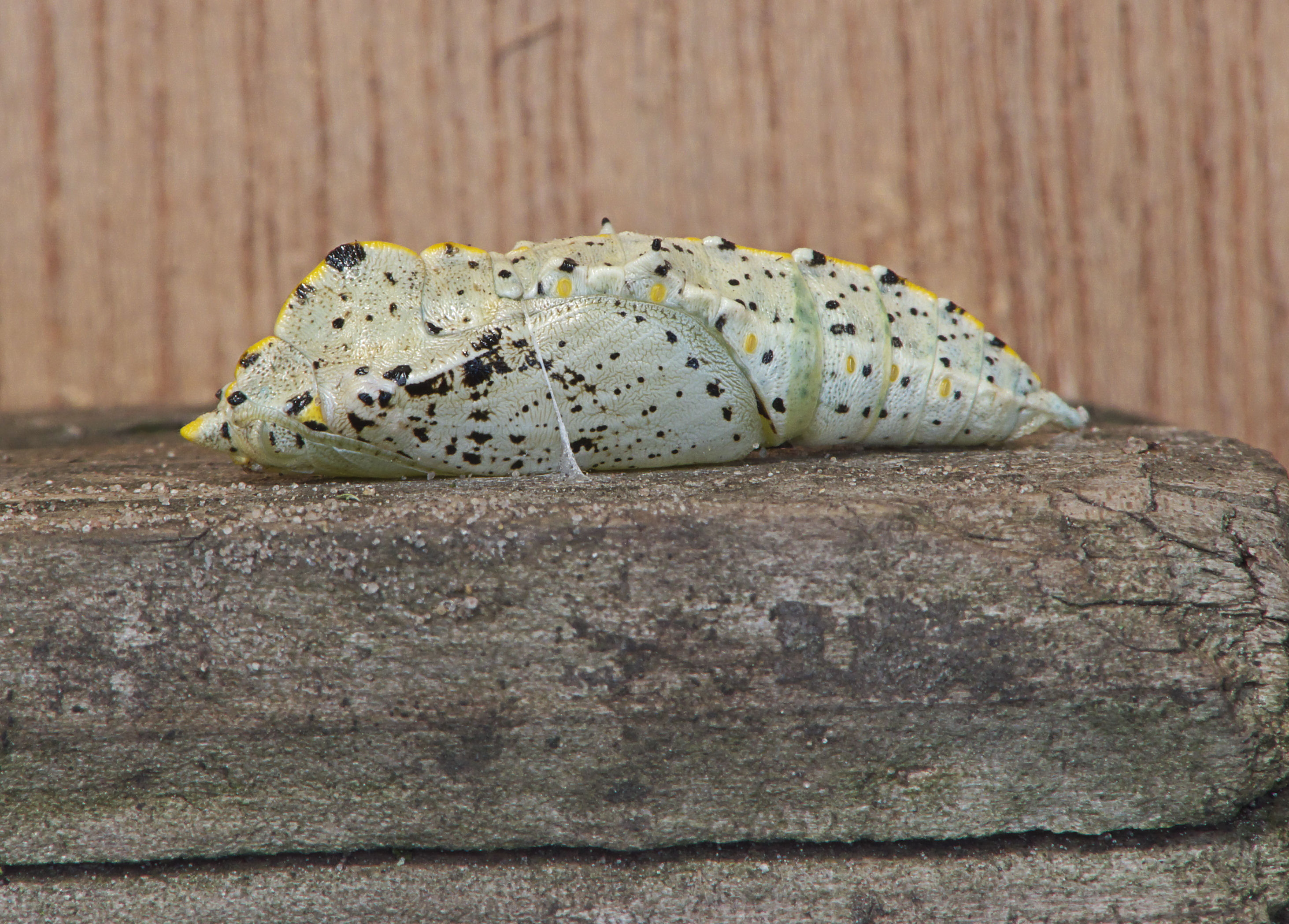
Pop
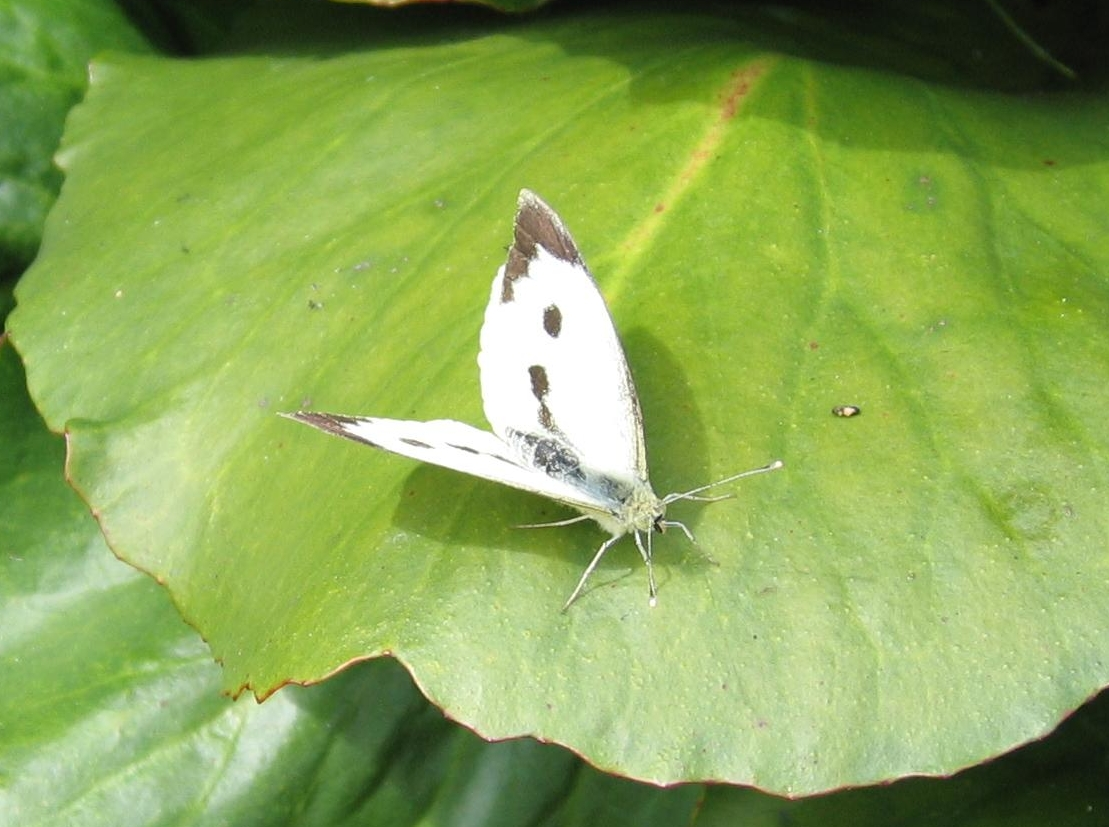
Vrouwtje
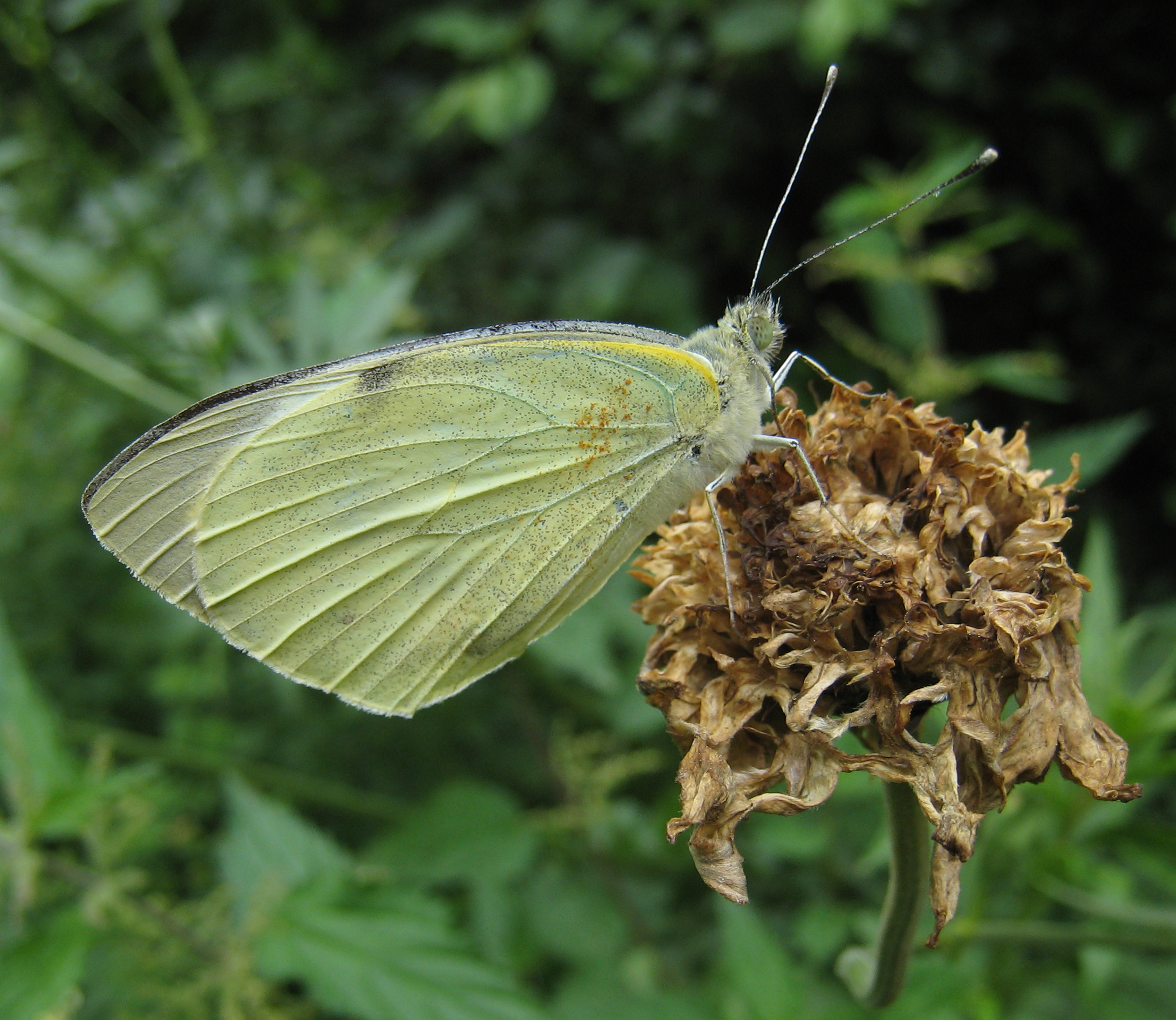
Groot koolwitje met gesloten vleugels
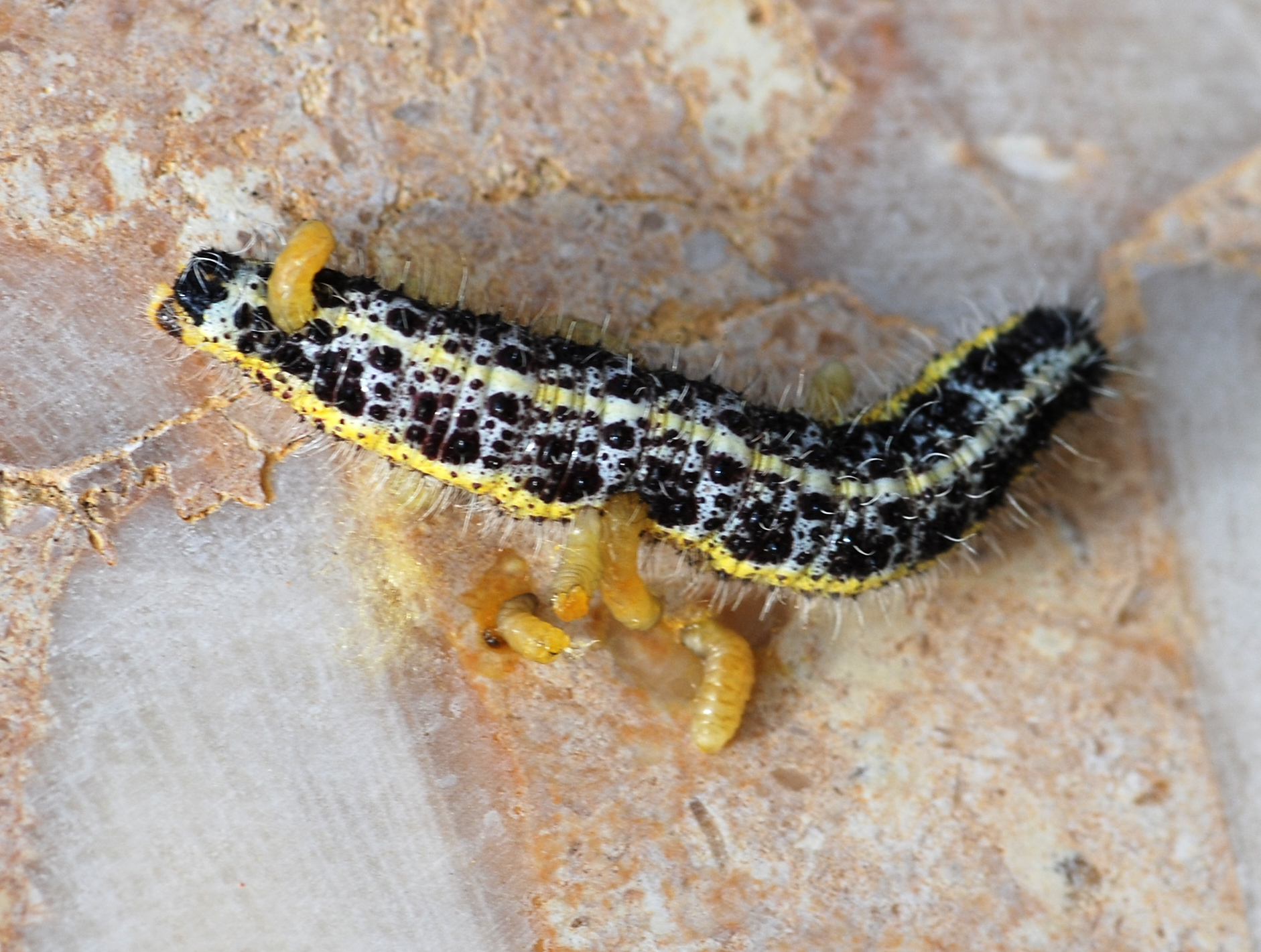
Geparasiteerd door de sluipwesp Apanteles glomeratus
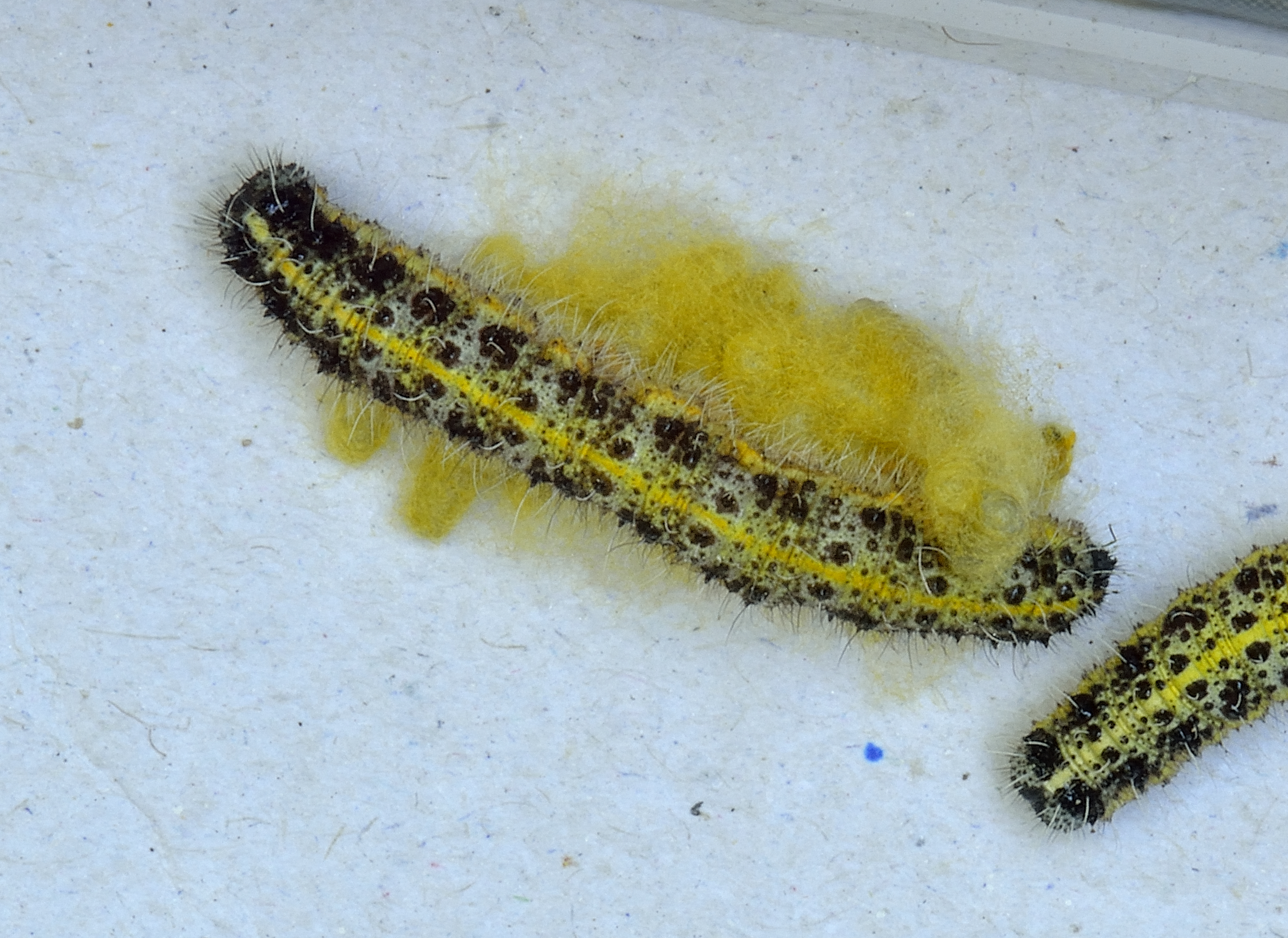
Geparasiteerde, 22 mm lange rups